# Kim Woo-jin (chanteur)
Dans ce nom coréen, le nom de famille, Kim, précède le nom personnel.
Pour l'archer, voir Kim Woo-jin.
Kim Woo-jin (김우진), également connu sous le nom Woojin (우진), né le 8 avril 1997 à Bucheon, est un chanteur, danseur et acteur sud-coréen. Il est un ex-membre du groupe Stray Kids.

## Biographie
Kim Woo-jin rejoint le groupe Stray Kids en 2017 en participant au Survival Show: Stray Kids, qui a pour but de crée un groupe de boys band avec comme fonctionnement des votes par le public et par les juges qui décideront si les participants restent ou non. Il quitte le groupe en 2019 pour "des raisons personnelles" et ne veut plus avoir aucun contact avec son ancien groupe
Il commencera alors une carrière solo en 2021.

## Discographie
EP
- The Moment: A Minor (2021)
- The Moment: Bounce (2023)
- I Like the Way (2024)
- 5 AM (2025)

## Filmographie
- 2023 : Beyond the Wardrobe : Kyung-min